# アフリキヤ航空
アフリキヤ航空 (Afriqiyah Airways、アラビア語: الخطوط الجوية الأفريقية)はリビアの首都トリポリを拠点とするリビアの国営航空会社である。

## 概要

### 国営航空会社

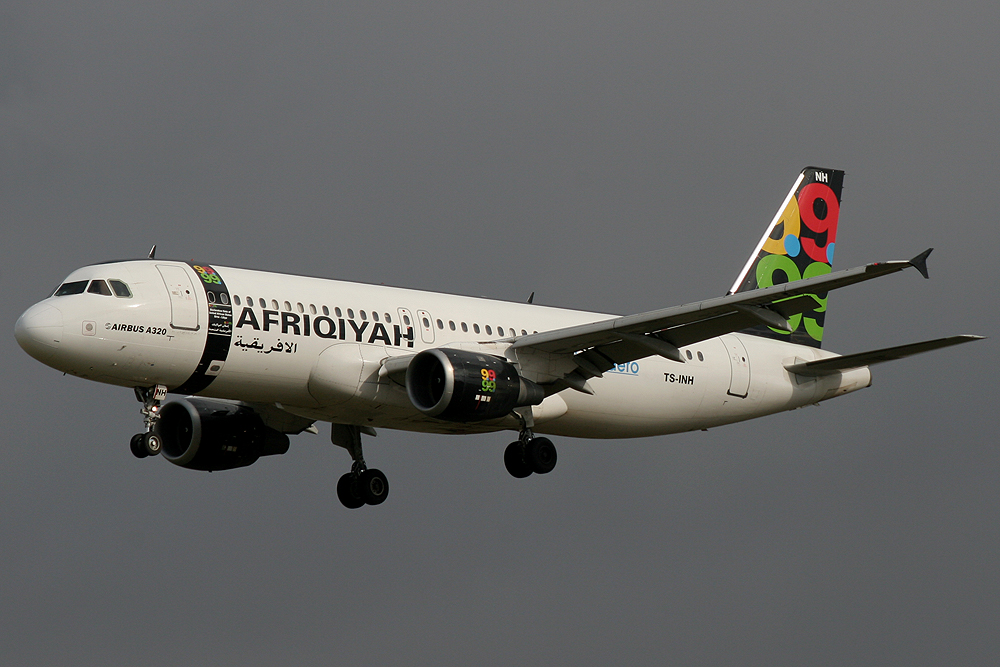
エアバスA320型機

2001年にリビア政府が100%株主である国有企業として創立した。アラブ航空会社機構(Arab Air Carriers Organization)の一員で、
現在リビア国内やヨーロッパ、アフリカ各地への定期路線を運航している。
またカダフィ政権時代の旧ロゴの「9.9.99」は、アフリカ連合設立のきっかけとなったシルテ条約(カダフィの提案によるもの)の調印日1999年9月9日に因む。
2012年12月19日、新ロゴと新塗装を発表。ホワイトボディに、垂直尾翼は黒地に水色の三本のストライプが入る物に変更された。

### 低いサービス評価
ヨーロッパのエアバス社製の最新鋭機を多く運航しており、近距離国際線用のエアバスA320型機のエコノミークラスにも個人用テレビが装着されるなどハード面は充実しているものの、そのサービスについての評価は低く、イギリスの航空会社調査機関スカイトラックスによるランク付けでは、最低ランクの1つ星評価を受けている（1～5つ星の評価のうち）。

### EU圏内乗り入れ禁止
EUが安全性に問題があるとして、リビア国内全ての航空会社とともに2014年12月11日からのEU圏内への乗り入れ禁止が決定された。

## 機材
| 機種               | 保有数 | 発注数 |           |
| ------------------ | ------ | ------ | --------- |
| エアバスA300-600ER | 1      |        | VIP専用機 |
| エアバスA319       | 2      |        |           |
| エアバスA320-200   | 7      |        |           |
| エアバスA330-200   | 2      |        |           |
| エアバスA350-900   |        | 10     | [ 3 ]     |
| 合計               | 12     | 10     |           |

2014年7月20日(日)ごろ、激しい戦闘により、トリポリ国際空港に駐機していたA330-200の機体が損壊した。

## 就航地
過去にはヨーロッパにも路線を多く展開したが、EU乗り入れ禁止のため、現在は運航されていない。
| リビア国内 | リビア国内       | リビア国内                 | 国際線                     |
| ---------- | ---------------- | -------------------------- | -------------------------- |
| 国内線     | ベンガジ         | ベニナ空港                 | あり                       |
| 国内線     | ミスラタ         | ミスラタ空港               | あり                       |
| 国内線     | トリポリ         | ミティガ国際空港           | あり                       |
| 国内線     | セブハ           | セブハ空港                 | なし                       |
| 国内線     | トブルク         | トブルク空港               | なし                       |
|            | 国際線           |                            |                            |
| エジプト   | アレクサンドリア | ボーグ・エル・アラブ空港   | ボーグ・エル・アラブ空港   |
| エジプト   | カイロ           | カイロ国際空港             | カイロ国際空港             |
| スーダン   | ポートスーダン   | ポートスーダン新国際空港   | ポートスーダン新国際空港   |
| チュニジア | チュニス         | チュニス・カルタゴ国際空港 | チュニス・カルタゴ国際空港 |
| チュニジア | スファックス     | スファックス空港           | スファックス空港           |
| ヨルダン   | アンマン         | クィーンアリア国際空港     | クィーンアリア国際空港     |
| トルコ     | イスタンブール   | イスタンブール空港         | イスタンブール空港         |

## 事故
- 2010年5月12日、トリポリ国際空港でヨハネスブルク国際空港発のエアバスA330-200が着陸に失敗し墜落。乗員乗客104名のうち、103名が死亡、1名が怪我をしている事が判明した[6]。

- 2016年12月23日、セブハ空港からミティガ国際空港へ向かっていた209便がハイジャックされマルタ国際空港へ着陸した。着陸後、乗員乗客は全員解放された。

## 注
1. ↑  "Background Information." A.I.C. Airline Industry Consultants GmbH for Afriqiyah Airways. Retrieved on April 28, 2013.
2. ↑  アフリキヤ航空機材詳細 http://www.ch-aviation.ch/aircraft.php?search=set&airline=8U&al_op=1
3. ↑  “エアバス、アフリキヤ航空からA350-900を4機を追加受注 | FlyTeam ニュース”. FlyTeam(フライチーム). 2025年2月20日閲覧。
4. ↑  “トリポリ国際空港で激しい戦闘、A330やCRJ-900などが損壊 | FlyTeam ニュース”. FlyTeam(フライチーム). 2025年2月20日閲覧。
5. ↑  “アフリキヤ航空 路線・就航都市 徹底ガイド”. FlyTeam(フライチーム). 2025年2月20日閲覧。
6. ↑  “リビア機が着陸失敗、103人死亡＝南ア発、8歳男児を救出”. 時事通信